# Maxus D90
Pour les articles homonymes, voir D90 et Gloster.
Le Maxus D90 est un modèle de SUV produit par le constructeur automobile chinois Maxus depuis 2017.

## Historique et description du modèle
Une concept car du premier SUV de Maxus était le prototype D90 Concept présenté en avril 2016.
Le modèle de série D90 a fait ses débuts un an plus tard, en octobre 2017, en tant que grand SUV offrant la possibilité de transporter jusqu'à 7 passagers sur trois rangées de sièges. Le véhicule a été construit sur le châssis de base, partageant des similitudes techniques avec le pick-up T60. Le tableau de bord est doté d'un écran de système multimédia.

### Lifting
En avril 2020, le Maxus D90 a subi une légère modernisation, ainsi que le remplacement du logo du fabricant par une grande inscription MAXUS, et son nom a été changé en Maxus D90 Pro.

### Vente
À l'origine, le Maxus D90 a été créé pour le marché intérieur chinois et est commercialisé à partir d'août 2017. Plus tard, la voiture est également exportée vers l'Australie et la Nouvelle-Zélande sous le nom de LDV D90.
En septembre 2020, une variante du D90 pour le marché indien a également fait ses débuts sous le nom de MG Gloster, de la marque sœur MG Motor du groupe SAIC, le Gloster est construit dans l'usine locale de Halol.